# Palesa Mokubung
Palesa Mokubung est une styliste sud-africaine. Elle est la fondatrice et la directrice de la marque Mantsho, une marque de mode sud-africaine. Elle est aussi la première créatrice africaine à collaborer avec la société de mode suédoise H&M pour créer une collection.

## Biographie
Mokubung est née à Kroonstad, en Afrique du Sud, dans le nord-est de la province de l'État libre. Elle obtient une licence en design de mode,,.
Mokubung termine ses études de mode en 2000 et commence à travailler en tant que designer interne au sein d’une marque de mode locale, Stoned Cherrie,. Après y avoir travaillé pendant trois ans, elle participe à un concours de design, S'camto Groundbreakers. Elle remporte le concours. Elle séjourne à New York et à Mumbai pendant six mois, et présente sa première gamme solo. Elle crée le label Mantsho, qui signifie, en langue sesotho, black is beautiful (le noir est beau), en 2004,. Elle participe en 2010 puis en 2018 au Dakar Fashion Week. Sa première collection solo est présentée lors de la 8e semaine annuelle de la mode en Afrique du Sud. Sa marque figure ensuite dans plusieurs défilés, notamment en Grèce, en Inde, aux États-Unis, en Jamaïque, au Nigeria, au Botswana et au Sénégal. En octobre 2018, elle a présenté sa collection lors du salon BRICS, aux côtés de stylistes originaires du Brésil, de la Russie, de l'Inde et de la Chine.
Elle est, en 2019, la première créatrice africaine à collaborer avec la société de mode suédoise H&M pour créer une collection,,. Ce partenariat est aussi une façon pour H&M de réagir à la suite d'une de ses publicités de 2018 très critiquée en Afrique et qualifiée de raciste : « En tant que marque mondiale, nous comprenons qu'il est nous incombe non seulement de prendre conscience des sensibilités raciales et culturelles, mais aussi de les prendre en compte. Nous avons mis en place les procédures internes idoines pour que cela ne se reproduise plus ainsi que des stratégies qui, espérons-le, contribueront réellement et durablement à promouvoir l'inclusion et la diversité au sein de notre entreprise » a indiqué la marque suédoise.